# Асал Бадії
Асал Бадії (перс. عسل بدیعی; 9 травня 1977, Тегеран, Іран — 1 квітня 2013, там же) — іранська акторка.

## Біографія
Народилася 9 травня 1977 року в Тегерані (Іран) в шлюбі банківського працівника Шахруха Бадії і Ширін Джаханбахш. У неї була сестра — Газал Бадії. Вона закінчила Відкритий ісламський університет, отримавши ступінь з трофології.
У 1997—2013 року Асал Бадії знялася в 14-ти фільмах і телесеріалах.
У 2000—2004 роках була одружена з актором Фаріборзом Арабнія (нар.1964). У цьому шлюбі в 2002 році народила єдиного сина Джан'яра Арабнія.
35-річна Асал Бадії померла 1 квітня 2013 року від хвороби судин головного мозку в тегеранському госпіталі. 5 і 6 квітня її органи були пожертвувані сімом хворим, а вона сама була похована 7 квітня на кладовищі Бехеште-Захра.